# Krzaki (województwo podkarpackie)
Krzaki – wieś w Polsce położona w województwie podkarpackim, w powiecie stalowowolskim, w gminie Pysznica.
Miejscowość uzyskała status wsi w 2011 r., wcześniej była przysiółkiem wsi Kłyżów.
| SIMC    | Nazwa     | Rodzaj     |
| ------- | --------- | ---------- |
| 0804460 | Kniejka   | część wsi  |
| 0804477 | Mordownia | przysiółek |

W latach 1975–1998 miejscowość administracyjnie należała do województwa tarnobrzeskiego.